# Æresdrabet på Ghazala Khan
Ghazala Khan (29. oktober 1986 – 23. september 2005) var en dansk-pakistansk kvinde, der blev skudt og dræbt af sin storebror på banegårdspladsen i Slagelse den 23. september 2005, fordi hun havde giftet sig uden sin families tilladelse. Hendes far havde beordret hende dræbt for at redde familiens ære. I alt deltog 9 personer i at arrangere drabet, og den 27. juni 2006 kendte Østre Landsret dem alle skyldige i drab og forsøg på manddrab på hendes mand. Det var første gang i verden, at så mange mennesker kollektivt blev dømt for mord i en såkaldt æresdrabssag.
Den 28. juni 2006 blev faren idømt fængsel på livstid, broderen der udførte drabet blev idømt 16 års fængsel og resten blev henholdsvis idømt mellem 8 og 16 års fængsel. To af de dømte blev også dømt til udvisning for bestandig efter afsoning. 8 af de 9 ankede dommen på stedet, og strafudmålingen blev derfor behandlet i Højesteret, som den 28. februar 2007 stadfæstede dommene; eneste ændring var at taxichaufføren Ghulam Ahmed også blev dømt til udvisning for bestandig efter endt afsoning.
Æresdrabssagen om Ghazala Khan er ikke den første i dansk retshistorie. I februar 2002 blev den 14-årige pige Sonay Ahmad Mohammad dræbt af sin far, Ashraf Ahmad Mohammad. Liget blev fundet i havnen i Præstø. Pigen blev angiveligt dræbt fordi hun levede et såkaldt udsvævende liv med danske drenge og var blevet "for dansk". Ashraf Ahmad Mohammad blev i 2003 idømt 14 års fængsel og udvisning af Danmark for bestandig efter endt afsoning.
Den 15. oktober 2010 blev der opsat en mindetavle på Banegårdspladsen i Slagelse – initiativet kom fra en gruppe lokale borgere der ville mindes Ghazala.

## Baggrund
Ghazala Khan blev født den 29. oktober 1986 i Danmark. Den 22. april 2002 mødes den dengang 15-årige Ghazala Khan for første gang med den afghansk-fødte Emal, der er først i tyverne, ombord på et fly på vej til Pakistan. Under flyveturen snakker de to så godt med hinanden, at de udveksler emailadresser og aftaler at holde kontakten. På daværende tidspunkt er Ghazala dansk statsborger, men bosiddende i Pakistan med sin mor og hendes to søstre. De var bosiddende i landsbyen Dillo i Punjab-provinsen, hvor hun gik i skole og derhjemme hjalp hun til med at passe en syg bedstefar, som også boede hos dem. Faderen Ghulam Abbas boede på Amager og arbejdede som vognmand hos Amager-Øbro Taxi sammen med Ghazalas to brødre. Hvert år var døtrene fra Pakistan på et længere ferieophold i Danmark, og det var under besøgene at forholdet mellem Ghazala og Emal udviklede sig. Emal havde boet i Danmark siden 2001 og arbejdede som opvasker på en restaurant i Københavns Lufthavn. Fra marts til oktober 2004 mødtes Ghazala og Emal i al hemmelighed – oftest om morgenen på en legeplads bag hendes hjem på Portlandsvej på Amager. I februar måned 2005 fortalte hun sin mor om forelskelsen, og blev slået af både sin mor og bror og lagt på is.
Den 4. september 2005 ankom Ghazala til Danmark – blandt andet for at forny et visum til Pakistan og som hjælp for brorens højgravide kone. Tidligt om morgenen den 5. september stak hun af og mødtes med Emal. Hendes far var i Pakistan, og storebroren gik til politiet og meldte hende savnet. Den 11. september kom faren hjem fra Pakistan, og denne dag og i dagene efter samles mange af familiens venner og bekendte hos Abbas-klanen – blandt andet for at diskutere, hvad man skal gøre for at finde Ghazala. Det skulle angiveligt også have været her at dødsdommen over Ghazala og Emal blev afsagt på et af møderne. I dagene herefter opsøgte faren og flere andre familiemedlemmer en mand, der havde haft Emal boende i flere år – og senest også havde haft Ghazala som logerende. Under retssagen fortalte manden, at familien udviste en truende adfærd over for ham.
Den 20. september flygtede Ghazala og Emal fra København med toget klokken 5 om morgenen. Dagen efter blev de gift på rådhuset i Middelfart, og den 22. september overnattede de på hotel Postgården i Fredericia. Her kontaktede de også politiet. Samme aften holdt flere af de nu dømte og andre unge pakistanske mænd vagt ved en adresse i Københavns Nordvestkvarter, hvor Ghazala og Emal tidligere havde holdt sig skjult.

## Drabet

### 23. september 2005
Efter vielsen på rådhuset i Middelfart ringede Ghazala til sin tante og fortalte hende om ægteskabet. Tanten Perveen Khan fik arrangeret et møde med parret den 23. september, og fortæller efterfølgende sin mand om mødet, som derefter fortæller det til Ghazalas far. Mødet finder sted som aftalt på restaurant Ernas Bøfhus i Ringsted, og mens Ghazala og tanten taler sammen går Emal en tur. Her ser han nogle mistænkeligt udseende mænd. Emal reagerer hurtigt og flygter med Ghazala i en taxi. Parret kører til Slagelse, men bliver forfulgt af flere personer i en bil. Ved banegården i Slagelse stiger det unge par ud og begynder at gå mod banegårdstunnelen. Ghazala Khans bror, den 30-årige taxichauffør Akhtar Abbas løber parret i møde på banegårdspladsen i Slagelse (kl. er 15:06) og vidner ser ham trække en pistol og skyde to gange mod Ghazala og to gange mod hendes mand Emal Khan. Ghazala når at sige: "Bror, hvad er det du gør" og ligger derefter livløs på banegårdspladsen. Broderen flygter efter skuddene, men han bliver forfulgt af et vidne, som har kontaktet Slagelse Politi. Vidnet ser, at gerningsmanden smider pistolen i et buskads og noterer sig samtidig, hvilken vej han løber. Emal Khan, som også var blevet ramt af to skud, overlevede drabsforsøget. Et enkelt vidne var også tæt på at blive dræbt af to vildfarne skud fra gerningsmandens pistol.
Broderen Akhtar Abbas flygtede fra gerningsstedet, men blev kort efter anholdt af politiet. Dagen efter blev han fremstillet i grundlovsforhør og varetægtsfængslet, sigtet for drab på sin lillesøster og drabsforsøg på hendes mand. Efter drabet på Ghazala forsøger flere fra familien og dens bekendte at finde den sårede Emal og henvender sig på hospitaler i København. I ugerne efter drabet fængsles flere familie og venner for medvirken til drab. Et at de helt centrale punkter i efterforskningen var mobil-sporing – politiet tjekkede mere end 5.000 telefonopkald mellem Ghazalas' familiemedlemmer op til drabet.

## Retsforfølgelse
Nævningesagen mod de ni tiltalte blev indledt den 15. maj 2006 i Østre Landsret. Anklageren vicepolitimester Jeanette Vincentz Andersen krævede langvarige fængselsstraffe til samtlige 9 tiltalte – blandt andet livsvarigt fængsel til seks af Ghazalas' familiemedlemmer. Den 30-årige bror Akhtar Abbas forklarede i retten, at han havde pistolen med, fordi han troede, at søsterens kæreste var en farlig narkoforbryder, og at skuddene faldt ved et uheld fordi han kom i klammeri med Emal. Faderen erkendte, at han gerne ville have fat i sin datter, men kun for at give hende "et ordentligt bryllup".
De 12 nævninge i sagen troede imidlertid hverken på faderens eller broderens forklaring. Den 27. juni 2006 kendte Østre Landsret broderen skyldig i drab og forsøg på manddrab og kendte yderligere de otte andre skyldige i medvirken, herunder Ghazalas far, som hovedansvarlig for, at drabet blev udført.

### Dommen
Den 28. juni 2006 afsagde Østre Landsret dommen over de ni tiltalte. 8 af de 9 ankede dommen på stedet, og strafudmålingen blev derfor også behandlet i Højesteret, som den 28. februar 2007 valgte at stadfæste Landsrettens dom. Eneste skærpelse fra Højesteret var at Ghulam Ahmed blev dømt til udvisning af Danmark for bestandig efter endt afsoning.
- Ghulam Abbas, 57 år – Ghazalas far. Har boet i Danmark siden 1970 og arbejdede som taxivognmand med fem vogne i Amager-Øbro Taxi. Beordrede drabet på Ghazala og hendes mand, Emal Khan. Idømt fængsel på livstid.

- Akhtar Abbas, 30 år – Ghazalas storebror. Har boet i Danmark siden 1986, far til to børn og arbejdede som taxichauffør. Affyrede seks skud med en revolver, der dræbte Ghazala og sårede Emal livsfarligt. Idømt 16 års fængsel.

- Perveen Khan, 40 år – Ghazalas tante. Har boet i Danmark siden 1994, hjemmegående husmor og gift med Walayat Khan. Holdt kontakt til Ghazala og Emal og arrangerede et forsoningsmøde, og holdt familien underrettet, så de kunne finde dem. Idømt 14 års fængsel samt udvisning af Danmark for bestandig efter endt afsoning.

- Walayat Khan, 46 år – Ghazalas morbror. Har boet i Danmark siden 1987, taxivognmand og gift med Perveen Khan samt far til fire børn. Tidligere gift med sin kones søster. Opsøgte sammen med Ghazalas far flere af de folk, der havde gemt det unge par. Blev underrettet af hans kone og var i Ringsted på tidspunktet for forsoningsmødet og lyttede med på en mobiltelefon. Idømt 16 års fængsel.

- Anser Iqbal, 45 år – ven med Ghazalas morbror. Har boet i Danmark siden 1976 og arbejdede som taxivognmand. Fulgte med tanten i toget til forsoningsmøde i Ringsted, da hun ikke kunne finde derned selv. Livlig telefonisk kontakt med de tiltalte, der også befandt sig i Ringsted. Idømt 10 års fængsel.

- Asghar Ali (den ældre), 42 år – Ghazalas farbror. Har boet i Danmark siden 1987 og arbejdede som taxivognmand med én bil. Opsøgte sammen med Ghazalas far flere af de folk, der havde gemt det unge par. Var i Ringsted på tidspunktet for forsoningsmødet og lyttede med på en mobiltelefon. Idømt 16 års fængsel.

- Naweed Sharif, 30 år – bekendt af familien. Født i Danmark og arbejdede som taxichauffør. Kørte broderen til Ringsted og Slagelse i sin bil. Idømt 8 års fængsel.

- Asghar Ali (den yngre), 31 år – fætter til Ghazala og lillebror til Perveen Khan. Har boet i Danmark siden 2001, arbejdsløs og havde tidligere haft problemer med alkohol og stoffer. Var med i bilen sammen med broren til Ringsted og Slagelse. Pralede i dagene efter drabet af familiens handling, og ville ifølge vidner selv have været gift med Ghazala fordi hans første kone ikke kan få børn. Idømt 14 års fængsel samt udvisning af Danmark for bestandig efter endt afsoning.

- Ghulam Ahmed, 36 år – ven med Ghazalas storebror. Har boet i Danmark siden 1987 og arbejdede som taxichauffør. Var med i bilen sammen med broren til Ringsted og Slagelse. Idømt 10 års fængsel. Ved Højesterets afgørelse den 28. februar 2007 blev han desuden dømt til udvisning af Danmark for bestandig efter endt afsoning.

### Reaktioner efter dommen
Anklager Jeanette Vincentz Andersen var tilfreds med de afsagte straffe: "Det er meget, meget tilfredsstillende med disse domme. De sender et meget vigtigt signal om, at i Danmark vil vi ikke have den slags. Og straffene er en massiv tilkendegivelse til folk, som eventuelt kunne finde på det samme." Docent i strafferet ved Københavns Universitet Jørn Vestergaard udtalte, at signalværdien juridisk lå i strafudmålingen og ikke i skyldsspørgsmålet, selv om det var første gang i Vesteuropas historie, at så mange blev kendt skyldige i en sag om æresdrab. Vestergaard mente ikke, at der var noget nyskabende i selve dommen, men hæftede sig ved politiets særdeles grundige efterforskning og anklagemyndighedens evne til at løfte bevisbyrden i sagen: "Den juridiske side af sagen er lige efter bogen. Hvis nogle etablerer et komplot med det formål at begå en forbrydelse, kan hele flokken dømmes. Det, der er det enestående, er, at man har kunnet bevise, at der er tale om en sådan sammensværgelse."

Daværende integrationskonsulent i Københavns Kommune, Manu Sareen udtalte: 
| „ | Jeg tror på, at det får en præventiv effekt herhjemme, men jeg tror ikke, at den vil bremse alle æresdrabssager. Det er ikke for at være kynisk, men jeg tror, at man stikker blår i øjnene på sig selv, hvis man tror det. Der sker jo stadig masser af mord, selv om der er dødsstraf for det nogle steder i verden. | “ |

Den norske professor i socialantropologi Unni Wikan ved Oslo Universitet udtalte: "Det er mig bekendt første gang i Nordeuropa, at så mange familiemedlemmer og dens bekendte er blevet dømt for drab på en ung pige. Det er et område, som FN og andre internationale institutioner har fokus på, og jeg tror dommen vil vække stor opmærksomhed, når den bliver kendt rundt om i verden."